# Yoshida Brothers
Yoshida Brothers är två bröder från Japan som skapar musik med det japanska instrumentet shamisen som ofta ses användas av geishor. De debuterade 1999, deras första album sålde över 100 000 kopior och gjorde dem till smått kändisar i Japan. De har gjort musik till Nintendo Wii-reklam som började visas i USA i november 2006, med låten "Kodo(inside the sun remix)"
Medlemmar: Ryoichiro Yoshida född 26 juli 1977 och Kenichi Yoshida född 16 december 1979.
De föddes i Noboribetsu i Hokkaido, Japan. De började båda studera och spela shamisen vid 5 års ålder.